# Relazioni bilaterali tra Germania e Israele
Le relazioni bilaterali tra Germania e Israele si riferiscono ai rapporti diplomatici intercorrenti tra i due paesi. Con la fine della seconda guerra mondiale e al termine della Shoah intrapresa dalla Germania nazista le relazioni si sono gradualmente scongelate a partire da quando la Germania Ovest si offrì di risarcire le vittime a partire dal 1952; anche se le relazioni diplomatiche non vennero ufficialmente stabilite fino al 1965.
Tuttavia una profonda sfiducia nei riguardi del popolo tedesco rimase molto diffusa a livello generalizzato sia nel nuovo stato che tra le comunità ebraiche della diaspora ancora per molti anni. Le relazioni con la Repubblica Democratica Tedesca invece non si materializzeranno mai.
Dalla metà degli anni 1960 in poi le due parti in causa continueranno a mantenere una "relazione speciale", fondata su convinzioni e idee condivise nei valori dati dalla civiltà occidentale oltre che da una combinazione di prospettive storiche; tra i fattori più rilevanti permane la memoria del tentativo di genocidio perpetrato a danno dell'intero popolo ebraico nell'Europa occupata dal nazionalsocialismo.
La Germania viene rappresentata attraverso la sua ambasciata situata a Tel Aviv e dal console onorario sia ad Eilat che ad Haifa; Israele da parte sua ha la propria ambasciata a Berlino e il consolato generale a Monaco di Baviera. Entrambi poi sono membri a pieno titolo dell'Organizzazione per la cooperazione e lo sviluppo economico e dell'Unione per il Mediterraneo.

## Tabella di comparazione
|                                                                 | Germania | Israele                                                              |
| --------------------------------------------------------------- | --- | -------------------------------------------------------------------- |
| Bandiera                                                        | Bandiera della Germania | Bandiera di Israele                                                  |
| Popolazione (Vedi Stati per popolazione)                        | 82.800.000 (2018) | 8.904.280 (2018)                                                     |
| Superficie (Vedi Stati per superficie)                          | 357 386 km² (137 988 mi²) | 20 770 km² (8 019 mi²)                                               |
| Densità di popolazione (Vedi Stati per densità di popolazione)  | 232/km² (601/sq mi) | 403/km² (1 044/sq mi)                                                |
| Capitale (Vedi Capitali degli Stati del mondo)                  | Berlino | Gerusalemme                                                          |
| Città maggiore                                                  | Berlino 3.710.156 (5.950.000 nell'Area metropolitana) | Gerusalemme 901.302 (1.253.900 nell'area metropolitana)              |
| Maggiore area metropolitana                                     | Regione metropolitana Reno-Ruhr 10.680.783 | Conurbazione di Gush Dan 3.854.000                                   |
| Forma di governo                                                | Repubblica parlamentare | Repubblica parlamentare                                              |
| Primo Capo di Stato                                             | Guglielmo I di Germania | Chaim Weizmann                                                       |
| Presidente della repubblica in carica                           | Frank-Walter Steinmeier | Isaac Herzog                                                         |
| Lingua ufficiale                                                | Lingua tedesca | Lingua ebraica                                                       |
| Religioni maggiori                                              | 26.6% Chiesa evangelica in Germania, 28,6% Chiesa cattolica in Germania 2% Chiesa greco-ortodossa, 1,5% Altra Cristianità 35,4% Irreligiosità in Germania 5% Islam in Germania, 1% Altro (Vedi Religioni in Germania) | 75,4% Ebraismo, 20,89% Islam, 7,8% Altro (Vedi Religioni in Israele) |
| Etnia                                                           | 80% Tedeschi, 2% Polacchi, 1% Italiani 5,5% Turchi in Germania, 3% Asiatici orientali, 1% Statunitensi, 2,5% Russi, 5% Altro                                                                                          | 75,4% Ebrei, 20,6% Cittadini arabi di Israele, 4,1% Altro            |
| Prodotto interno lordo nominale (Vedi Stati per PIL (nominale)) | US$4.33 trilioni ($48.669 pro capite) | US$305 miliardi ($38.004 pro capite)                                 |
| Spesa per la Difesa (Vedi Stati per spesa militare)             | $40,7 miliardi (1,2% del PIL) | $23,2 miliardi (7,6% del PIL)                                        |
| Forza armata (Vedi Stati per numero di soldati)                 | 221,000 | 176.500                                                              |
| Parlanti la lingua inglese                                      | 56% | 84,97%                                                               |
| Forza lavoro                                                    | 45.900.000 | 4.198.000                                                            |

## Storia

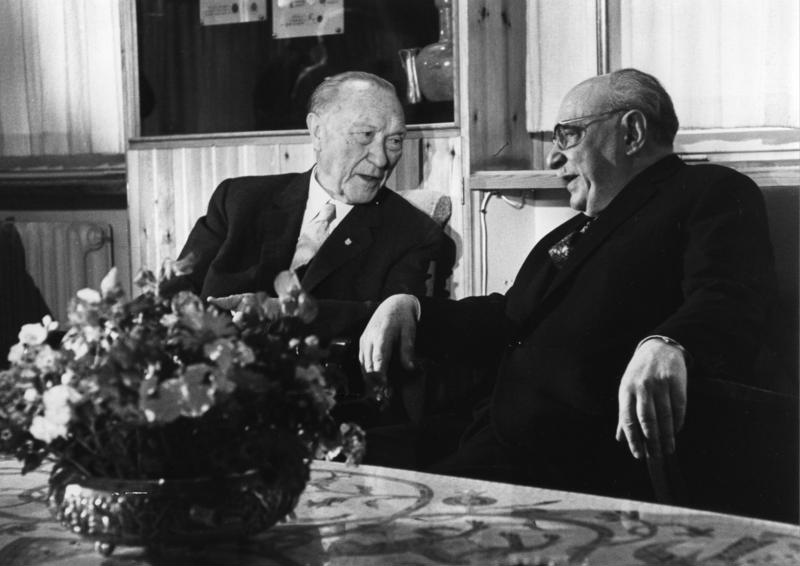
Konrad Adenauer durante un incontro con Zalman Shazar nel 1966.

### Accordo per le riparazioni di guerra
Nei primi anni 1950 presero il via i negoziati tra il Primo ministro di Israele David Ben Gurion, il presidente della "Jewish Claims Conference" Nahum Goldmann e il cancelliere federale della Germania Konrad Adenauer.
A causa della forte sensibilità scaturita dalla possibilità di accettare le riparazioni in nome dei sopravvissuti, tale decisione fu intensamente dibattuta nella Knesset. Nel 1952 venne firmato l'accordo; in totale, fino al 2007, la Germania aveva pagato 25 miliardi di euro ripartiti tra lo Stato d'Israele e le singole vittime o i loro discendenti. Intanto, nel 1950, il dottore in teologia del protestantesimo Hermann Maas divenne il primo tedesco ad essere ufficialmente invitato in Terra di Israele.

### Diplomazia e visite di Stato

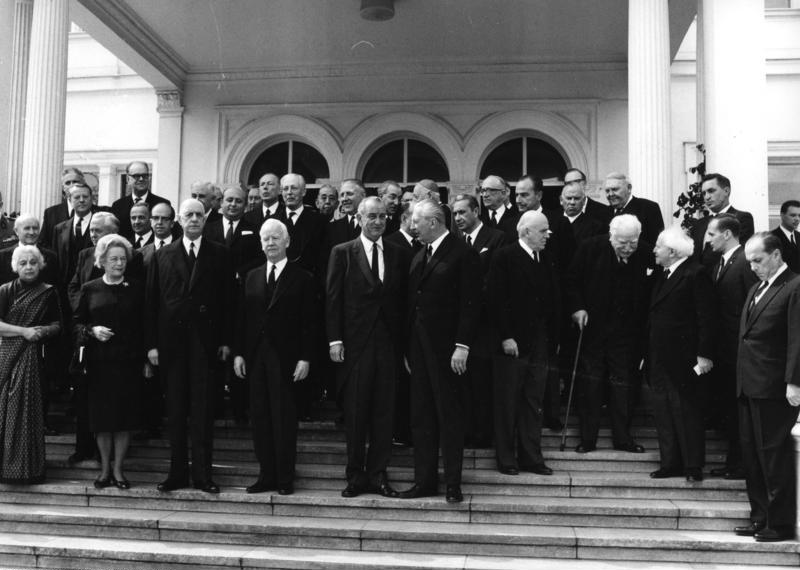
David Ben Gurion assieme ad alte personalità politiche internazionali durante i funerali di Adenauer.

Ci vollero in ogni caso altri 15 anni prima che le due nazioni stabilissero delle stabili relazioni diplomatiche; ciò avverrà difatti il 12 maggio del 1965. Da quel momento in poi si verificano regolarmente reciproche visite di Stato, sebbene per molti anni tali relazioni continuarono ad essere influenzate dal fatto che la grande maggioranza degli ebrei sia dentro che fuori da Israele mantennero una profonda sfiducia nei confronti del popolo tedesco nella sua generalità.
La prima visita ufficiale del presidente della Germania Roman Herzog fuori dal continente europeo avvenne proprio in Israele nel 1994. Da parte sua il Primo ministro israeliano Ehud Barak fu il primo leader straniero ricevuto a Berlino dopo il trasferimento del governo della Germania da Bonn (a seguito della riunificazione tedesca) nel 1999. Il cancelliere Gerhard Schröder visitò a sua volta Israele nell'ottobre del 2000.
Nel 2005, l'anno del 40º anniversario dello stabilimento di durature relazioni diplomatiche bilaterali il presidente tedesco Horst Köhler e l'ex presidente israeliano Moshe Katsav si scambiarono visite di Stato. I due paesi hanno stabilito una rete di contatti tra gli organismi parlamentari, governativi e le organizzazioni non governative, nonché legami strategici e di sicurezza.

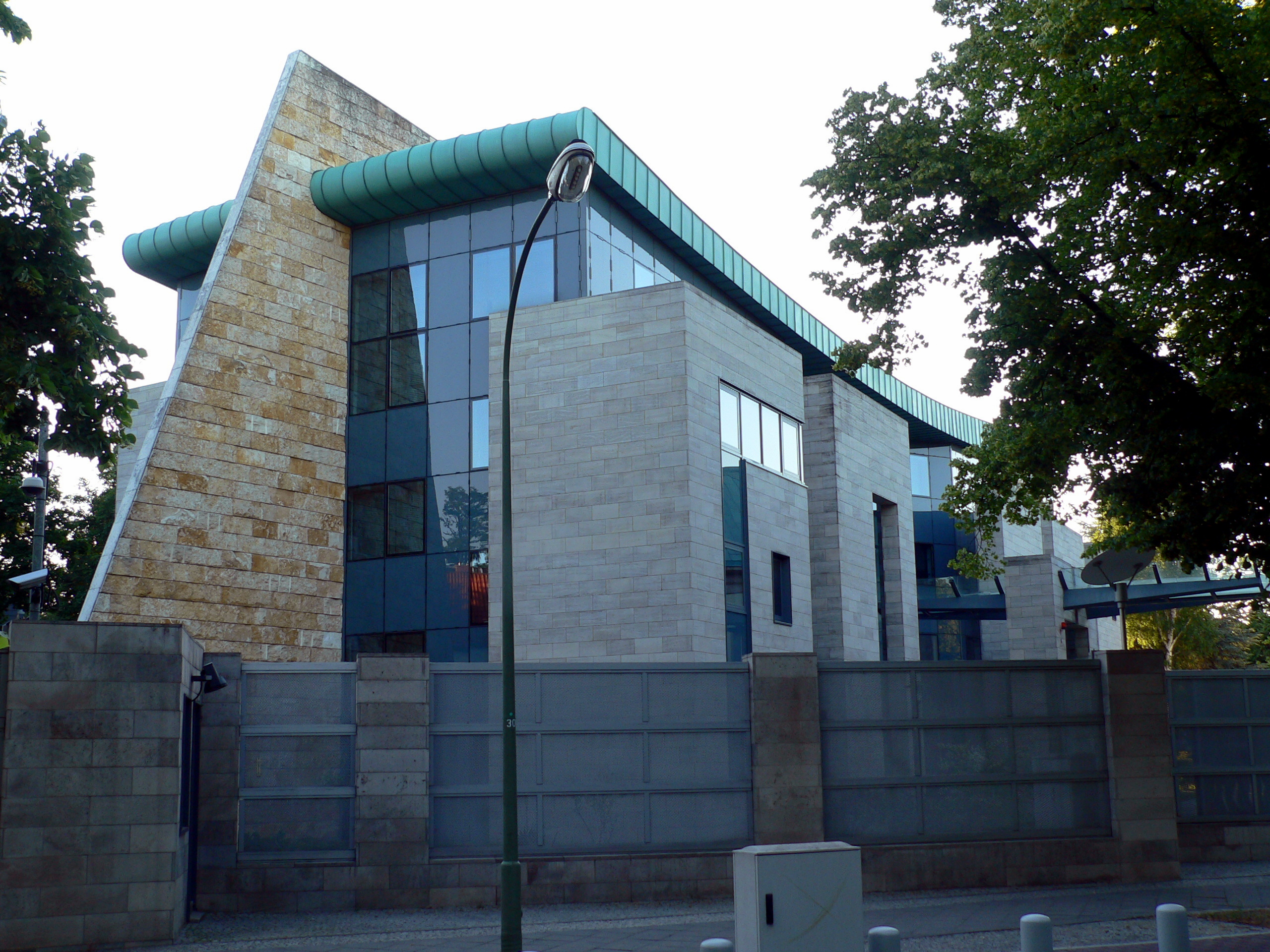
L'ambasciata israeliana a Berlino.

Il 30 gennaio del 2008 il portavoce della cancelliera Angela Merkel annunziò che i due Gabinetti ministeriali si sarebbero incontrati nel marzo seguente in direttamente Israele con il proposito di onorare insieme le celebrazioni per il 60º anniversario della nascita dello Stato ebraico. La Merkel - nel corso della sua visita di tre giorni - e il Primo ministro israeliano Ehud Olmert firmarono quindi il 17 marzo degli accordi su tutta una serie di progetti comuni, dal campo dell'istruzione pubblica a quello ambientale fino alla difesa.
La cancelliera parlò poi del proprio forte sostegno ad Israele nel corso di un discorso senza precedenti pronunciato davanti alla Knesset riunitasi per l'occasione il 18 di marzo.. Nel gennaio del 2011 la Merkel visitò Israele e qui incontrò sia il Primo ministro Benjamin Netanyahu che il leader dell'opposizione Kadima Tzipi Livni.
A febbraio Netanyahu chiamò nuovamente la cancelliera per poter discutere del voto della Germania al Consiglio di sicurezza delle Nazioni Unite a favore della proposta palestinese. La Merkel avrebbe quindi riferito a Netanyahu di averla delusa e di non aver fatto nulla per far avanzare costruttivamente il processo di pacificazione nella regione. Per chiarire l'atmosfera venutasi a creare Netanyahu venne invitato per una visita di riconciliazione a Berlino a metà marzo.
A settembre la Merkel criticò la decisione di proseguire nella costruzione di insediamenti israeliani a Gerusalemme Est e affermò pertanto che i nuovi permessi di edilizia concessi cominciarono a far sollevare dei dubbi sull'effettiva disponibilità di Israele a negoziare con i palestinesi.
La Germania fu una delle 14 nazioni che votarono contro l'adesione dello Stato di Palestina all'UNESCO nell'ottobre del 2011, nel contesto dell'iniziativa di Palestina 194. Quando Israele annunciò che la costruzione degli insediamenti sarebbe continuata in risposta ai tentativi effettuati dai palestinesi di dichiarare unilateralmente la propria sovranità, la Germania minacciò di bloccare le consegne di sottomarini capaci di lanciare testate nucleari.

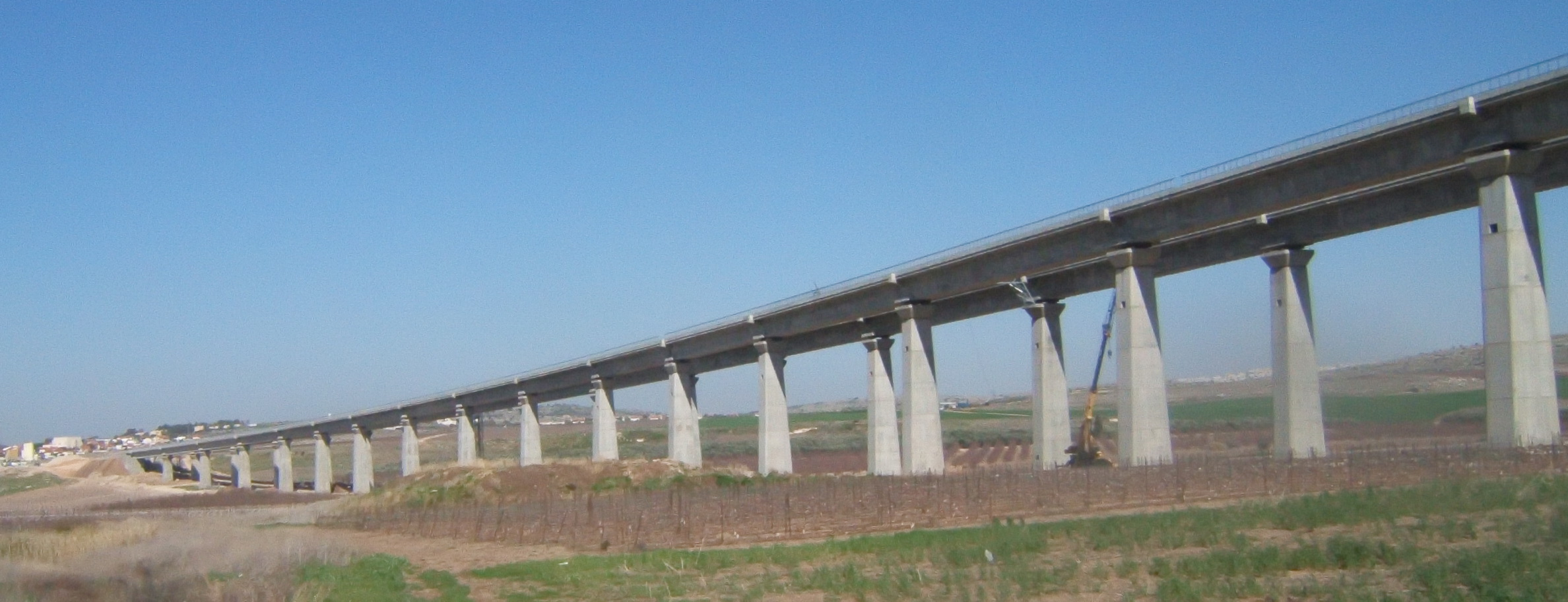
Il viadotto sulla Valle di Ayalon, uno dei punti di riferimento più riconoscibili del progetto relativo all'alta velocità ferroviaria israeliana.

La Deutsche Bahn, la ferrovia nazionale tedesca, nel maggio del 2011 è uscita dal progetto avviato da Gerusalemme di dotarsi dell'alta velocità ferroviaria, questo poiché la linea proposta avrebbe dovuto in parte passare anche attraverso la Cisgiordania per raggiungere Tel Aviv. Secondo quanto riportato dalla stampa il ministro dei trasporti tedesco Peter Ramsauer dichiarò all'amministratore delegato della "Deutsche Bahn" che la linea era "problematica da una prospettiva politica" e che inoltre violava il diritto internazionale.
Di conseguenza la società, che è di proprietà del governo tedesco, si trovò costretta a ritirarsi dal progetto avviato. La decisione presa dall'azienda fu vista come una vittoria per gli attivisti israeliani e palestinesi di sinistra che avevano intrapreso una campagna nel contesto del movimento internazionale di Boicottaggio, disinvestimento e sanzioni.

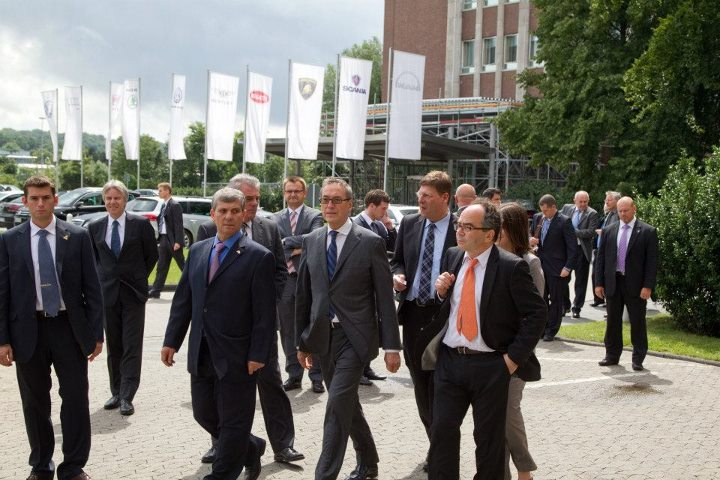
Il ministro del commercio israeliano, Shalom Simhon, durante un incontro con i funzionari tedeschi.

## Commercio
La Germania si ritrova ad essere il maggior partner commerciale europeo per Israele e il secondo più importante a livello internazionale subito dopo gli Stati Uniti d'America. L'importazione israeliana ammonta a circa 2,3 miliardi di dollari statunitensi annualmente, mentre Israele è il 4° partner commerciale della controparte tedesca nella regione del Nordafrica/Medio Oriente.

## Cultura, scienza e programmi sociali
I due paesi godono di ampie relazioni scientifiche, con una cooperazione attivamente avviata tra università israeliane e tedesche e lo sviluppo della "Minerva Society". Nel corso della visita del presidente di Israele Moshe Katsav, il presidente del Bundestag Wolfgang Thierse ha promosso l'istituzione dell'"ufficio giovanile tedesco-israeliano" - modellato sugli uffici corrispondenti esistenti con Francia e Polonia - come strumento per educare sia i giovani tedeschi che israeliani sulle loro rispettive storie e la sensibilizzazione della loro relazione.

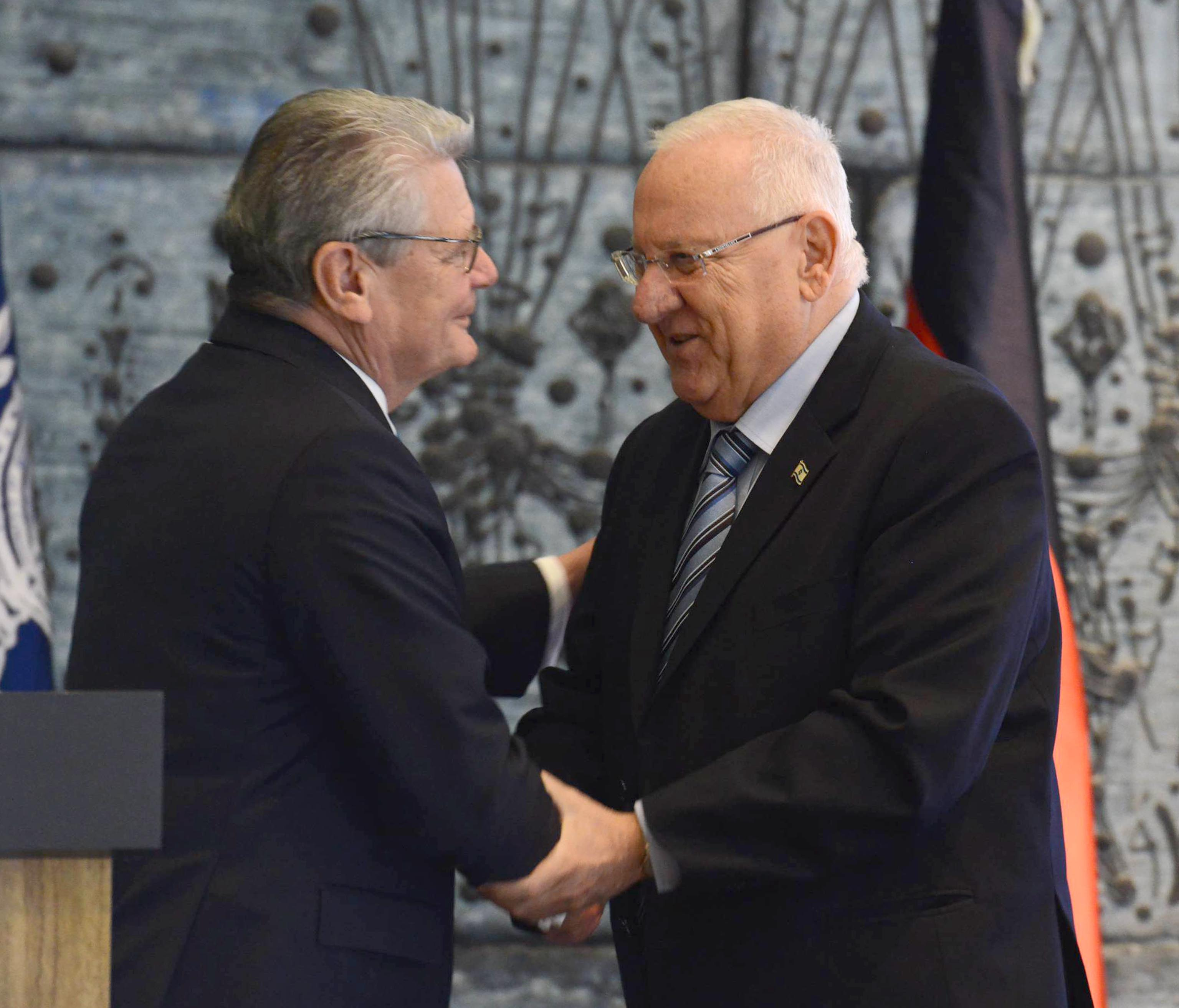
Joachim Gauck (a destra) nel corso di una sua visita in Israele, con Reuven Rivlin, nel dicembre del 2015.

Un certo numero di programmi di scambio sono funzionanti. Circa 2.000 israeliani e 4.500 tedeschi partecipano ogni anno al programma gestito dal "Ministero federale tedesco per la famiglia, gli anziani, le donne e i giovani". L'organizzazione tedesca "Aktion Sühnezeichen" (Azione di riconciliazione) ha contribuito a riavvicinare le due popolazioni. A partire dal 1961 ha inviato circa 2.500 volontari a lavorare negli ospedali israeliani e nei programmi di assistenza sociale. Chiese e sindacati sono anch'essi stati parte attiva nella promozione di queste relazioni.
Israele attribuisce una grande importanza alle città gemellate: Haifa ad esempio ha 5 città sorelle in Germania; Tel Aviv altrettante e Netanya ne ha due. Oltre 100 città israeliane e autorità locali hanno stretti legami d'origine familiare con la Germania.
Secondo un sondaggio d'opinione del "BBC World Service" reso noto nel 2013 l'8% dei tedeschi considera l'influenza di Israele come positiva, mentre il 67% la considera invece in una maniera negativa, sebbene si tratti di una media in sintonia con gli altri paesi europei esaminati: solamente gli Stati Uniti d'America hanno una visione positiva di maggioranza (51% contro 32%). Tra gli europei intervistati, l'opinione della Russia è quella più alta, con il 23% contro il 32%; mentre la Spagna ha quella più bassa con il 4% contro il 70%. I tedeschi hanno anche le opinioni più basse degli europei intervistati su Cina, India, Giappone, Corea del Sud, Corea del Nord e la stessa Russia.

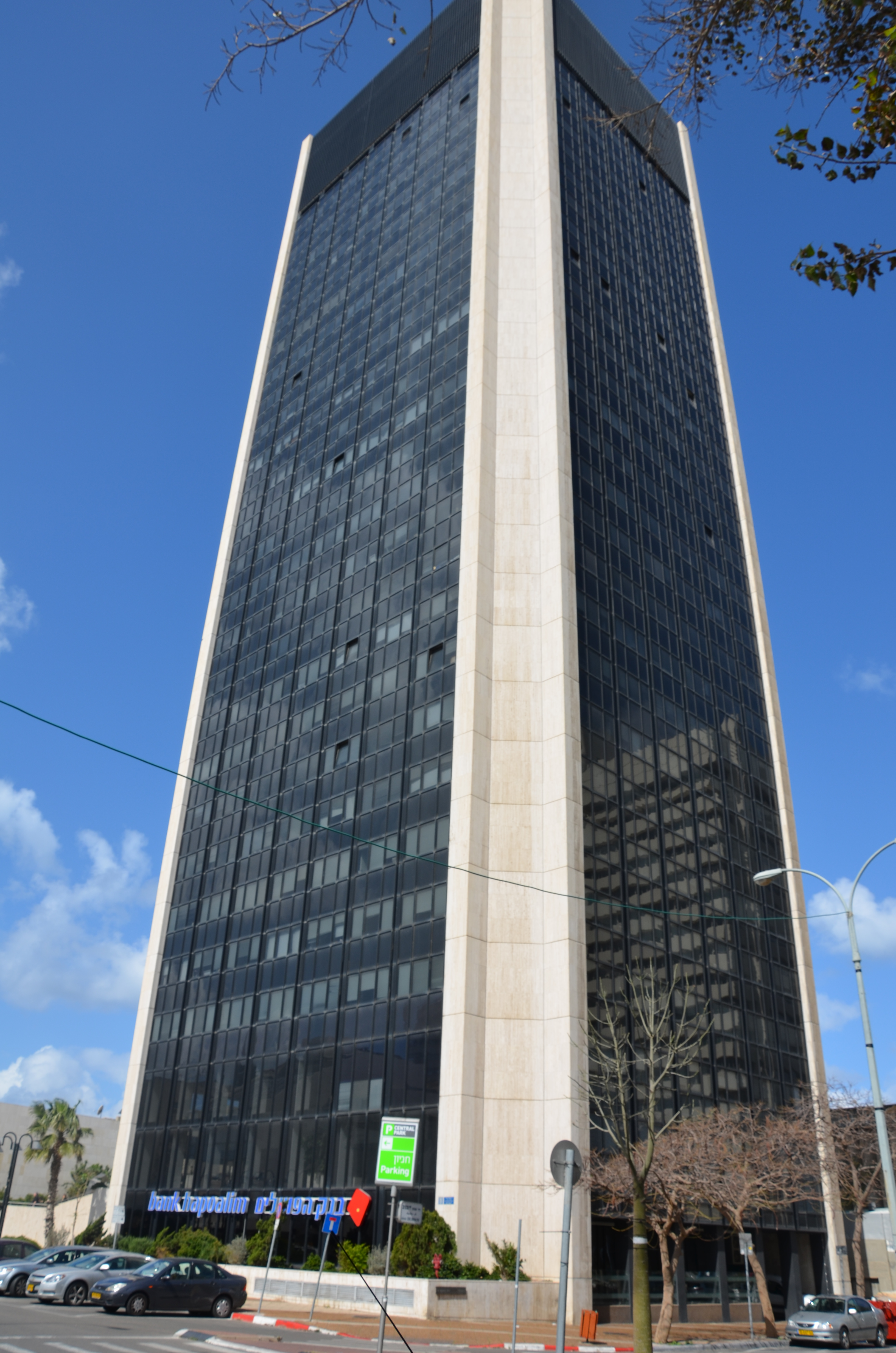
La "Daniel Frisch Tower", sede dell'ambasciata tedesca a Tel Aviv.

In un sondaggio del Pew Research Center del 2006 il 37% dei tedeschi sosteneva Israele contro il 18% che invece sosteneva i palestinesi. In un'omologa ricerca condotta l'anno successivo il 34% del pubblico tedesco ha sostenuto Israele, mentre il 21% ha sostenuto i palestinesi.
In un sondaggio tedesco del 2009, subito dopo la conclusione dell'Operazione Piombo fuso, il 30% dei tedeschi ha ritenuto responsabile Hamas per l'iniziativa militare, mentre solo il 13% si è trovato ad accusare Israele. Un altro sondaggio del Pew Research Center condotto nel 2013 ha rilevato che il 28% dei tedeschi prende la parte di Israele nel conflitto israelo-palestinese, mentre il 26% prende la parte palestinese.
Un sondaggio condotto dall'istituto "TNS Emnid" nel 2014 a nome della Fondazione Bertelsmann ha rilevato che il 15% dei tedeschi vuole che il proprio governo sostenga Israele, mentre solo il 5% vuole che sostenga i palestinesi. Alla domanda su chi credono che il pubblico tedesco appoggi, il 33% ha risposto Israele mentre il 9% ha dichiarato i palestinesi. Gli israeliani, anch'essi intervistati nello studio, erano più scettici, in quanto solo il 16% di loro credeva che il pubblico tedesco li sostenesse, contro il 33% che credeva che appoggiassero apertamente i palestinesi.

## Collaborazioni militari
Germania e Israele hanno una cooperazione militare significativa e di lunga data; a partire dal 1959 e fino allo scoppio della guerra dei sei giorni, la Repubblica Federale Tedesca fu uno dei più importanti fornitori dell'equipaggiamento militare di Israele oltre che attraverso altre armi di vario tipo.
Tuttavia, dopo il 1965-67, quando la Germania occidentale si ritirò da un accordo per la vendita di carri armati ad Israele, gli USA riempirono il posto lasciato scoperto riempiendo l'ordinazione con 210 unità di M48 Patton. Il Merkava 4 utilizza un motore Diesel di tipo V12 con raffreddamento ad aria MTU MB 873 Ka-501 prodotto su licenza. La Germania fornì inoltre il sottomarino della classe Dolphin, mentre a sua volta utilizza il missile anticarro Spike progettato direttamente da Israele.
Nel 2008 è stato rivelato che avevano sviluppato congiuntamente un sistema di allarme nucleare, soprannominato "Operazione Bluebird", in una situazione di totale segretezza. Questa cooperazione militare continuata è rimasta avvolta nel mistero più assoluto per un lungo lasso di tempo, in quanto tale intesa non venne mai vista molto favorevolmente all'interno di Israele.
Tuttavia, questa profonda ed interconnessa relazione, tradotta attraverso l'accordo sulle armi e la condivisione dell'intelligence, ha finito con lo svilupparsi in una solida fiducia, gettando in tal modo le basi necessarie per l'instaurazione di legami diplomatici seri. Per la prima volta nella storia, un aereo da caccia tedesco è atterrato all'aeroporto di Ovda per partecipare all'esercitazione denominata "Blue Flag", nel 2017.